# ماسکووگی (اکلاهما)
ماسکووگی(به انگلیسی: Muskogee) شهری در ایالت اکلاهما کشور ایالات متحده آمریکا است که جمعیت آن در سرشماری سال ۲۰۱۰ میلادی، ۳۹٬۲۲۳ نفر بوده‌است.